# Шалыгин, Максим Владимирович
Максим Владимирович Шалыгин (род. 19 июня 1974) — политический эксперт, специалист по общественным коммуникациям, журналист-международник.

## Опыт работы
В настоящее время живёт и работает в Москве.
В журналистике — с 1994 года.
С 2004 года по ноябрь 2011 года — автор, телеведущий и продюсер информационно-аналитических программ русской службы РГРК «Голос России» («День Сегодняшний», «Экспертиза», «Новая реальность», «Политические версии», радиомосты со странами СНГ), «Россия всегда с тобой» (совместно с ФМС России), «Российский государственный суверенитет» (совместно с РАГС, РАНХиГС), «Мастера» с Д.Берлин.
Постоянный соавтор, соведущий еженедельной программы Алексея Пушкова «На ваш взгляд». Редактор программы Дианы Берлин «Мастера». Постоянный соавтор, соведущий еженедельной программы Игоря Коротченко «Военно-политический анализ».
Принимал участие в работе Всемирных конгрессов российских соотечественников. Постоянно сотрудничал с организациями российских соотечественников, общественными и политическими деятелями России и зарубежья. Как эксперт неоднократно выезжал в регионы России, страны постсоветского пространства, других государств. В том числе, в зонах региональных конфликтов.
С ноября 2011 года занимается экспертной и общественной деятельностью.
Весной 2012 года выступил в качестве сопродюсера онлайн-интернет марафона движения «Суть времени» (лидер Сергей Кургинян) в день выборов Президента РФ.
По приглашению руководства Приднестровской молдавской республики (ПМР) находился в Приднестровье в качестве советника.
Совместно с экс-министром иностранных дел ПМР Владимиром Ястребчаком составил и самостоятельно издал (ИЦ «Новая реальность») сборник документов «Российская Федерация — Приднестровская Молдавская республика, 1991—2011».
Публиковался в ИА «Regnum», ИА «Rex», РИА-Новости (МИА «Россия Сегодня»), других изданиях.
Опубликовал серию интервью с государственными деятелями СССР, в том числе: с министром геологии Е. А. Козловским («Минресурсы в экспорте СССР — 25 %. Сегодня 70 %! Танцуйте куда хотите…»); членом Политбюро ЦК КПСС, 1-м секретарем МГК КПСС Ю. А. Прокофьевым («Мы движемся в точку распада… Если не будет смены элиты»), президентом Киргизии А. А. Акаевым («Киргизия погружается в национализм и феодализм с наркотрафиком», «Я тоже не очень обожаю США, но они вышли на траекторию роста») и др.
В качестве эксперта принимает участие в общественно-политических проектах российского телевидения — «Время покажет» (Первый канал), «Место встречи» (НТВ) и др.
Руководитель Проектного Центра «Новая реальность» — экспертной площадки по обсуждению актуальных научных и общественных проблем.

## Увольнение с «Голоса России»
11 ноября 2011 года (в пятницу) накануне первого тура президентских выборов в Южной Осетии Максим Шалыгин в прямом эфире программы «Экспертиза» публично обратился к ряду осетинских политиков (в том числе к президенту Эдуарду Кокойты) с призывом остановить нарушение избирательных прав граждан Южной Осетии и правил ведения предвыборной агитации. М. Шалыгин выразил обеспокоенность обострением общественно-политической ситуации в Южной Осетии.
12-13 ноября 2011 года программа «Экспертиза» не выходила в эфир. Заявление М. Шалыгина получило широкий резонанс в Южной Осетии и России. В Южной Осетии состоялся первый тур президентских выборов. Последующие события в Южной Осетии, получившие название «снежной революции», подтвердили правоту М. Шалыгина. Новый президент Южной Осетии был избран только 9 апреля 2012 года.
14 ноября 2011 года за 15 минут перед очередным эфиром программы «Экспертиза» М. Шалыгин был остановлен на входе в здание «Голоса России» службой безопасности радиокомпании, препровождён к руководству и уве́домлен без объяснения внятных причин о расторжении контракта. На сайте «Голоса России» по распоряжению руководства радиокомпании были удалены тексты и аудиофайлы большинства программ, автором и ведущим которых являлся Максим Шалыгин.
Руководство «Голоса России» в последующих комментариях отрицало связь между публичным заявлением журналиста и его увольнением.
Сам М. Шалыгин от каких-либо комментариев отказался.
Полный текст обращения журналиста был опубликован информационным агентством «REGNUM».

## Признания и награды
- Лауреат Единой общероссийской профессиональной премии «Радиомания» в номинации «Лучшая информационно-аналитическая программа», 2010[2].
- Благодарности Центральной избирательной комиссии РФ за информационную и экспертную работу на выборах Президента РФ и депутатов Государственной Думы ФС РФ.
- Памятная медаль им. Арнольда Мери «За большой личный вклад в антифашистское движение Европы» (Союз ветеранских организаций Эстонии, Общество против неофашизма и межнациональной розни — Антифашистский комитет им. А.Мери).
- Медаль РЮО «За службу на страже мира в Южной Осетии».
- Нагрудный знак «Интернациональная помощь» (Приднестровская Молдавская Республика).
- Другие награды